# Selenops jocquei
Selenops jocquei là một loài nhện trong họ Selenopidae.
Loài này thuộc chi Selenops. Selenops jocquei được J. A. Corronca miêu tả năm 2005.